# Касьяново (Тюменская область)
Касья́ново — село в Вагайском районе Тюменской области. Административный центр Касьяновского сельского поселения.

## География
Село находится на берегу реки Сальницкая и озера Кривановское, на расстоянии 1 км от берега реки Иртыш. 

### Часовой пояс
Село Касьяново, как и вся Тюменская область, находится в часовой зоне МСК+2. Смещение применяемого времени относительно UTC составляет +5:00.

## Население
| 2010 |
| ---- |
| 251  |

## Инфраструктура
В селе функционируют дом культуры и школа.